# Eriocaulon angustibracteum
Eriocaulon angustibracteum är en gräsväxtart som beskrevs av Kimp. Eriocaulon angustibracteum ingår i släktet Eriocaulon och familjen Eriocaulaceae. Inga underarter finns listade i Catalogue of Life.